# Profesional

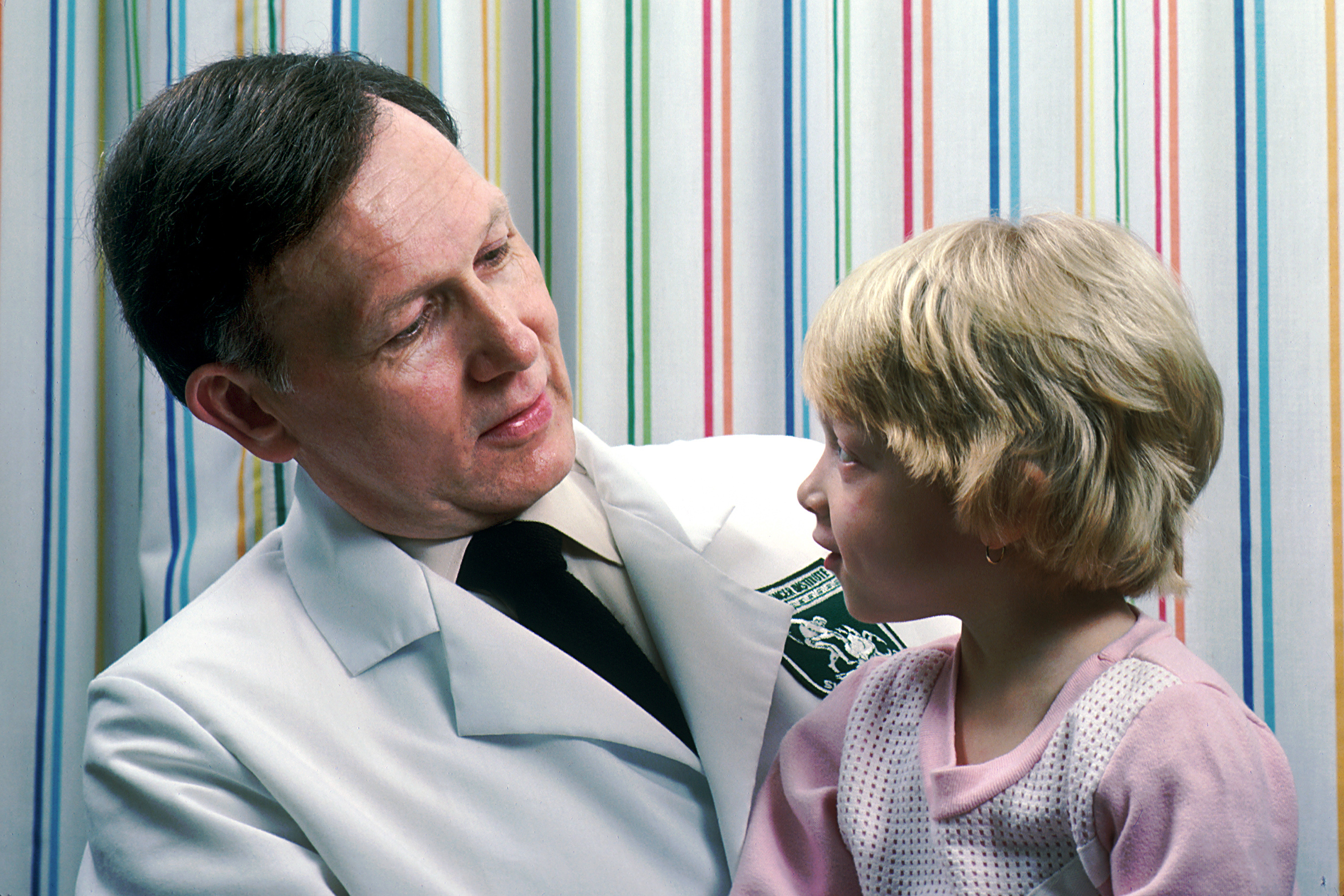
Los médicos en muchos países occidentales toman el llamado Juramento hipocrático al ingresar a la profesión y comenzar a ejercer la misma, como un compromiso personal para mantener una serie de estándares éticos y morales en la asistencia sanitaria.

Un profesional es un miembro de una profesión; es una persona cuyo propósito de vida se concreta a través de la práctica de una actividad laboral específica. El término además, está asociado a los estándares educativo y de  preparación que permiten a los miembros de una profesión ejecutar los específicos roles que caracteriza a la misma. Los profesionales, en su mayoría, están sujetos a  estrictos códigos de conducta, rigurosa ética profesional, y obligación moral con la sociedad. Una persona a quien se le paga para realizar tareas especializadas y completarlas a cambio de una cuota